# Arycanda fasciata
Arycanda fasciata är en fjärilsart som beskrevs av W. Warren 1903. Arycanda fasciata ingår i släktet Arycanda och familjen mätare. Inga underarter finns listade i Catalogue of Life.